# Jake Livermore
Jake Cyril Livermore (Enfield, London, 1989. november 14.) angol labdarúgó, a West Bromwich Albion középpályása.
Pályafutása a Tottenham akadémiáján kezdődött 2006-ban; az U18-as csapatban 39 mérkőzésen 9 gólt szerzett. A tartalékok között 13 mérkőzésen lépett pályára. A felnőtt csapatban a Stevenage Borough elleni barátságos mérkőzésen debütált 2007 júliusában. 2008. február 29-én egy hónapos kölcsönszerződéssel csatlakozott a Milton Keynes Dons csapatához. 2008. július 11-én hat hónapra a harmadosztályú Crewe Alexandrához került kölcsönbe. Egy barátságos mérkőzésen azonban a ligán kívüli Wrexham ellen lábszárcsonttörést szenvedett, így vissza kellett térnie a Tottenham-hez, hogy kezelést kapjon.
2009. július 24-én debütált a Tottenham-ben a Barcelona ellen a Wembley kupában. A mérkőzésen az ő góljával egyenlített a csapata.

## Külső hivatkozások
- Jake Livermore pályafutásának statisztikái a Soccerbase oldalon (angolul)

- Livermore adatlapja a Hull City AFC honlapján